# (126) Veleda
(126) Veleda es un asteroide que forma parte del cinturón de asteroides y fue descubierto por Paul Pierre Henry el 5 de noviembre de 1872 desde el observatorio de París, Francia. Está nombrado por la profetisa germana Veleda.

## Características orbitales
Veleda orbita a una distancia media de 2,44 ua del Sol, pudiendo acercarse hasta 2,183 ua y alejarse hasta 2,697 ua. Su inclinación orbital es 2,924° y la excentricidad 0,1053. Emplea 1392 días en completar una órbita alrededor del Sol.